# رياح الانحدار
رياح الانحدار (بالإنجليزية: Gradient Wind)‏ تعرف أيضاً برياح الغراديانت, أو رياح التحدر أو التدرج, هي الرياح التي تهب عند السطح بشكل مواز لخطوط الضغط المتساوية في حال انعدام قوة الاحتكاك, وكون قوة كوريوليس أقل أو أكبر من قوة تدرج الضغط, فهذه الرياح هي محصلة لفعل ثلاث قوى هي؛ قوة تدج الضغط, وقوة كوريوليس, والقوة الطاردة المركزية, فإن كانت القوة الطاردة المركزية تعمل في وجهة قوة كوريوليس نفسها ومجموعهما متعادل مع قوة تدرج الضغط التي تعمل في اتجاه معاكس لهما, فإن حركة الرياح تكون منحنية حول المنطقة التي يكون فيها الضغط أخفض, ووجهتا تكون معاكسة لوجهة عقارب الساعة في نصف الكرة الشمالي, أما إذا كانت القوة الطاردة المركزية تعمل في وجهة قوة تدرج الضغط نفسها, وهما معاً معاكستان لقوة كوريوليس, فحركة الرياح تكون منحنية حول المنطقة التي يكون فيها الضغط أعلى (ضغط مرتفع), ووجهتها تكون مسايرة لوجهة حركة عقارب الساعة في نصف الكرة الشمالي.
.